# Statue des frères van Eyck (Maaseik)
La statue des frères van Eyck est un monument érigé en 1863 en l'honneur des peintres flamands Hubert et Jan van Eyck dans la ville belge de Maaseik. 

## Historique
Dans les années 1860, la ville de Maaseik, comme d'autres villes du jeune royaume de Belgique, veut ériger une statue d'un personnage historique pouvant incarner le sentiment national. Le choix se porte sur les frères Van Eyck. Après de longues et âpres discussions entre catholiques et libéraux quant à l'emplacement de la future statue, il est décidé d'abattre le grand chêne trônant au milieu du Markt, considéré comme un symbole de la ville, pour libérer l'espace nécessaire à l'érection du monument. Le bois du chêne abattu servira à fabriquer des chaises destinées à la salle du conseil de l'hôtel de ville de Maaseik.
Conçue par l'architecte Léopold Wiener en 1863, la statue est finalement inaugurée par le roi Léopold Ier le 5 septembre 1864.

## Description
C'est une statue de marbre blanc sur un piédestal de marne et de pierre bleue. Les personnes représentées sont les frères Jan et Hubert van Eyck, originaires de la ville.
La statue porte deux inscriptions.

À l'avant :
AEN
JAN EN HUBRECHT
VAN EYCK

GEBOREN TE MAASEYCK
À l'arrière :
INGEHULDIGD DOOR
Z. M. LEOPOLD I

5 SEPTEMBER 1864

## Galerie

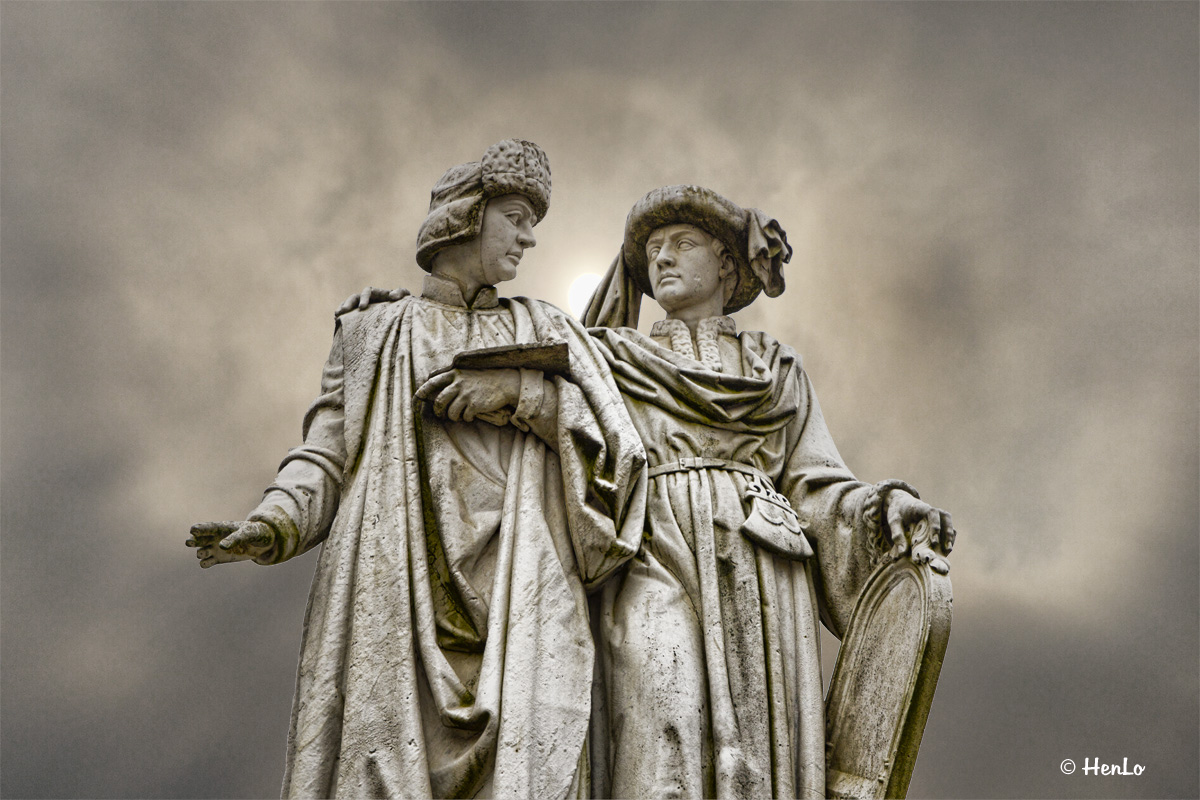
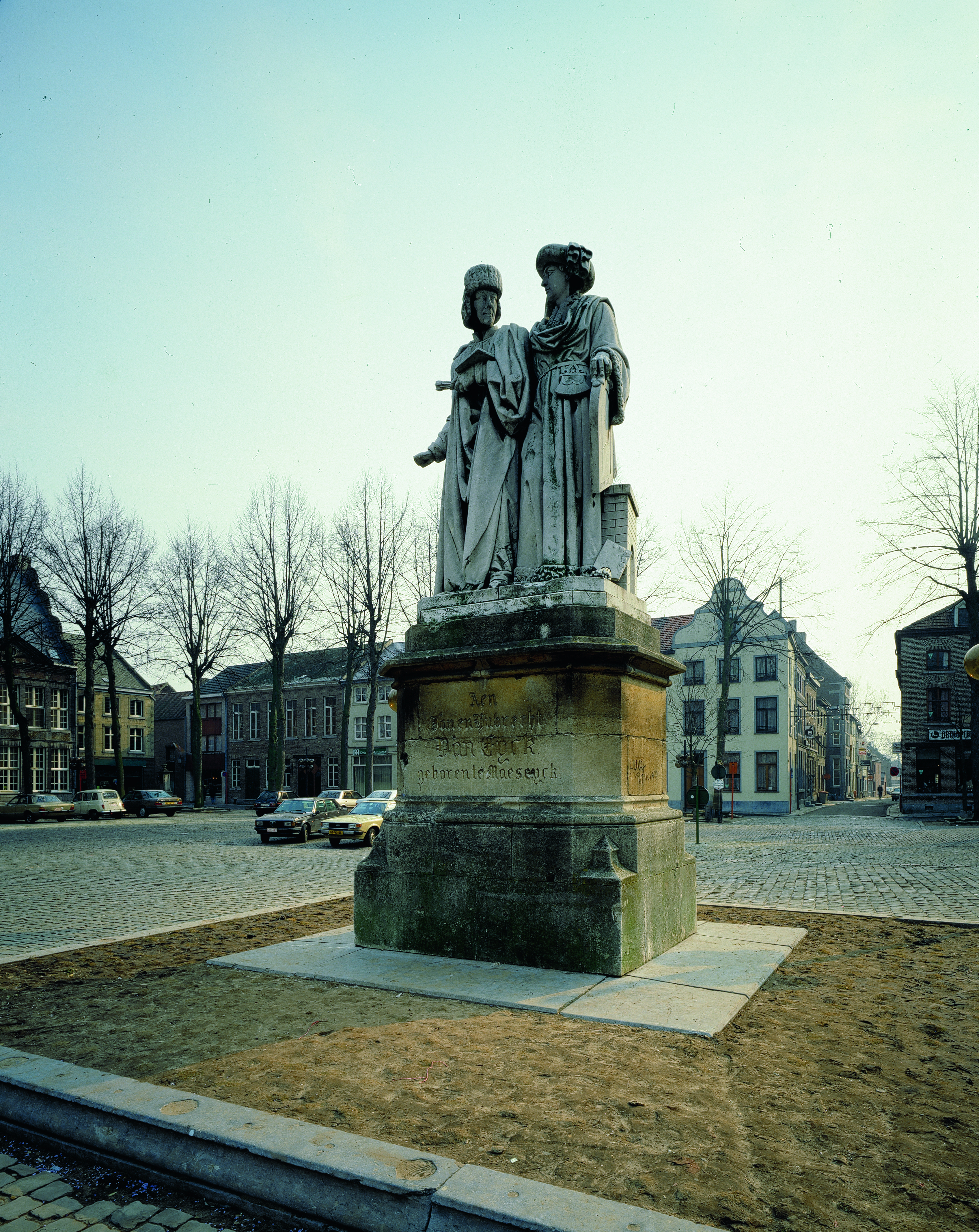
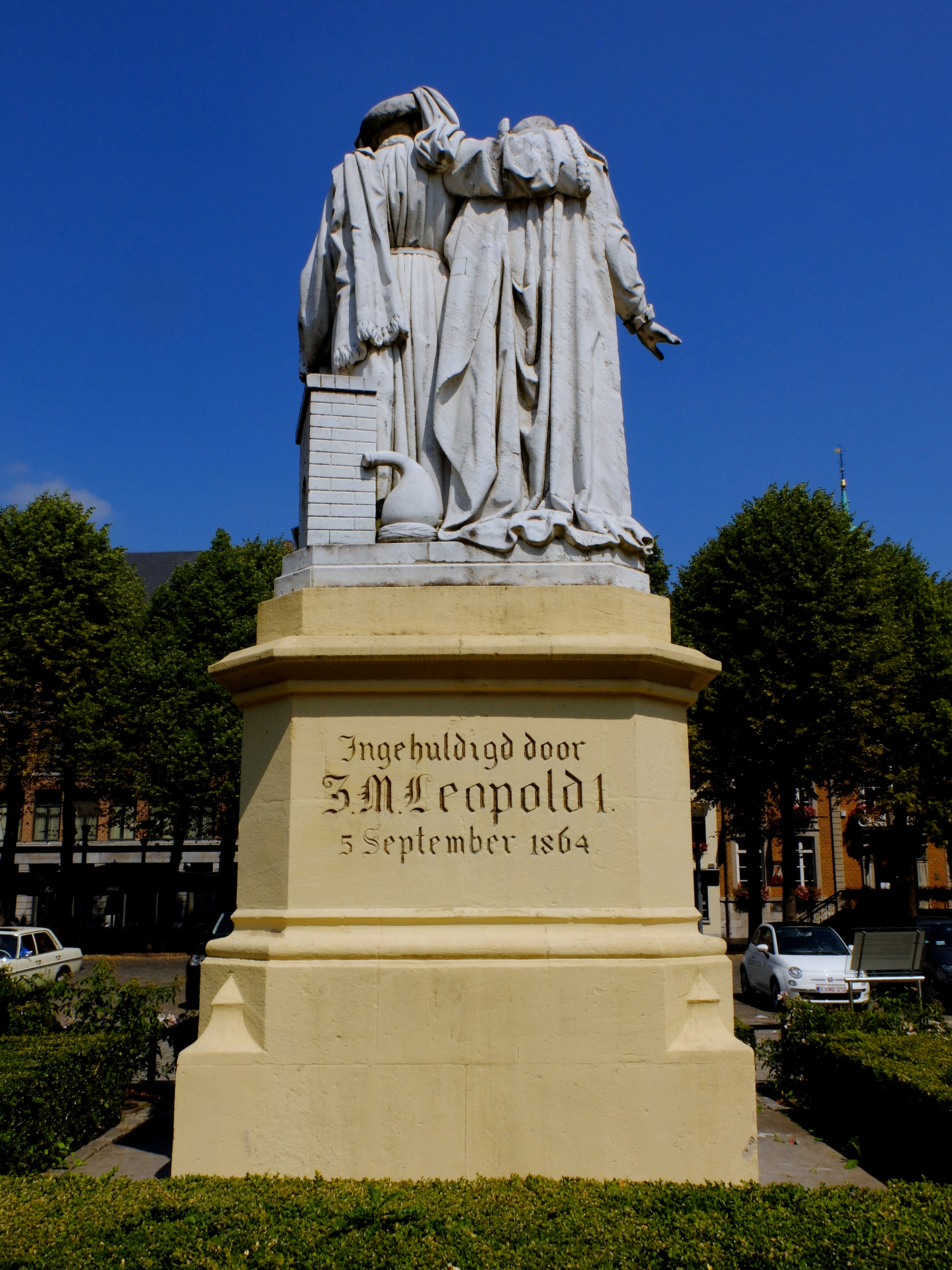

## Sources
- (nl) Wim Lemmens, De gebroeders Van Eyck: een geschiedenis rondom het monument : een politiek-culturele studie van het negentiende-eeuwse Maaseik, Cultureel Platform, 2014 (lire en ligne)
- (nl) DANIELS G. & SANGERS W., De Markt van Maaseik,  Maaseik, 1972
- (nl) Archief Onroerend Erfgoed Limburg, DL000305, Markt: standbeeld, Voorontwerp van lijst van monumenten en onmiddellijke omgeving als stadsgezicht (J. Gyselinck, 1983)
- (nl) SCHLUSMANS F. 2005: Inventaris van het cultuurbezit in België, Architectuur, Provincie Limburg, Arrondissement Maaseik, Kantons Bree - Maaseik, Bouwen door de eeuwen heen in Vlaanderen 19N1, Brussel - Turnhout.